# Homoneura unguiculata
Homoneura unguiculata är en tvåvingeart som först beskrevs av Kertesz 1913.  Homoneura unguiculata ingår i släktet Homoneura och familjen lövflugor. Inga underarter finns listade i Catalogue of Life.